# Zwingelmolen
Een zwingelmolen of vlaszwingelmolen is een door wind-of waterkracht aangedreven molen voor het zwingelen van vlas, teneinde de vezels vrij te maken van houtachtige deeltjes.
Dit zwingelen gebeurt, na het repelen, roten en brakelen (breken van de houtstengel), door de vezels tussen twee tegen elkaar indraaiende molenstenen te leiden. Hierna volgt nog het hekelen (kammen).
Omstreeks de helft van de 19e eeuw werd windkracht ingezet bij het zwingelproces, en vooral in de streek van de Leie werden tal van zwingelwindmolens gebouwd, waarvan de Preetjes Molen te Heule nog het enige overgebleven exemplaar is - in heel Europa.